# Патриарший экзархат Иерусалима и Аммана
 Патриарший экзархат Иерусалима и Аммана  — патриарший экзархат Армянской католической церкви с центром в городе Иерусалим, Израиль. Патриарший экзархат Иерусалима и Аммана распространяет свою юрисдикцию на весь исторический регион Святая Земля. Кафедральным собором патриаршего экзархата Иерусалима и Аммана является церковь Пресвятой Девы Марии на улице Виа Долороза (III и IV остановки Крестного Пути) в Старом городе Иерусалима.

## История
1 октября 1991 года Святой Престол учредил Патриарший экзархат Иерусалима и Аммана. В 1998 году Патриарший экзархат утратил свой автономный статус и стал подчиняться патриарху Армянской католической церкви. В 2002 году он вновь стал независимой структурой.
В настоящее время в Патриаршем экзархате действуют два прихода: один в Иерусалиме и другой — в Аммане.

## Епископы экзархата
- священник Joseph Debs (1991—1992)
- священник Joseph Rubian (1992—1995)
- епископ André Bedoglouyan, I.C.P.B. (1995—1998)
  - Sede soppressa (1998—2002)
- епископ Kévork Khazoumian (15.10.2001 — 15.03.2006), назначен архиепископом-коадъютором Константинополя
- священник Рафаэль Франциск Минасян, I.C.P.B.[1] (2006 — 24.06.2011), назначен ординарием Восточной Европы
- священник Joseph Kelekian (8.08.2011 — по настоящее время)

## Источник
- Annuario Pontificio, Libreria Editrice Vaticana, Città del Vaticano, 2003, ISBN 88-209-7422-3